# Nie będę cię kochać
Nie będę cię kochać – polski film psychologiczny z 1973 roku w reżyserii Janusza Nasfetera.

## Obsada aktorska
- Grażyna Michalska − Anka
- Henryka Dobosz − matka Anki
- Tadeusz Janczar − ojciec Anki
- Bogdan Izdebski − Rysiek Pukuła „Puk”
- Bożena Fedorczyk − Bożena
- Krzysztof Sierocki − Adaś
- Beata Nowicka − Marysia, siostra Adasia
- Monika Szatyńska − Agata
- Elżbieta Jodłowska − nauczycielka muzyki

## Opis fabuły
Ania, 13-letnia wrażliwa dziewczynka, ma ojca alkoholika. Ojciec nie zdaje sobie sprawy z tego, że ją krzywdzi, a matka nie protestuje. Pewnego dnia Ania znajduje ojca w rowie.

## Plenery
- Łagów
- Gronów